# صالح عشماوي
صالح عشماوي (4 ديسمبر 1910م - 12 ديسمبر 1983م) صحفي، وكاتب، ورئيس تحرير مجلة «النذير» و«الإخوان المسلمون» و«الجريدة اليومية» وأحد قادة النظام الخاص السري بجماعة الإخوان المسلمين وعضو مكتب الإرشاد.

## سيرته
وُلد بالقاهرة في 4 ديسمبر 1910م، وحفظ القرآن الكريم كاملاً وهو في سنٍّ مبكرة، تخرج في كلية التجارة العليا سنة 1932م بجامعة فؤاد الأول (القاهرة حاليًّا) وكان أول دفعته، ووُظِّف في بنك مصر لمدة سنة واحدة ثم تركه، واشتغل بالأعمال الحرة.
سافر إلى السودان عام 1934م، وعمل على توثيق العلاقات بين الشمال والجنوب، قام بإنشاء البعثة الاقتصادية سنة 1935م، والتي عملت على زيادة وتنسيق التبادل التجاري بين مصر والسودان، ثم عاد إلى مصر عام 1936م.

## إنضمامه لصفوف الإخوان المسلمين
عاد من السودان عام 1936م، والتحق بالأحزاب الموجودة، وتنقَّل بينها غير أنه لم يستقر به المقام في أحدها؛ لعدم اقتناعه ببرامجها ولعدم جديتها في العمل.
في تلك الفترة كانت دعوة الإخوان المسلمين قد انتقلت من الإسماعيلية في أكتوبر 1932م، واستقر بها المقام في القاهرة، وبرزت على الساحة؛ فتعرف على حسن البنا وأعجب بالإخوان ودعوتهم، وفي 1937م انضم إلى الإخوان المسلمين، وكانت صفاته ومؤهلاته تؤهِّله ليتبوَّأ مكانًا في القيادة، وبرزت موهبته في الكتابة فتوسَّم فيه حسن البنا خيرًا، وأسند إليه رئاسة تحرير مجلة "النذير" التي صدرت عام 1938م، غير أنه تركها عندما آلت إلى جماعة شباب محمد" عام 1940م بعد إنشقاقها عن الإخوان، ثم تولَّى رئاسة تحرير مجلة "الإخوان المسلمين" النصف شهرية، ثم الجريدة اليومية وغيرها من صحف الإخوان، وقام صالح عشماوي بمهمته خيرَ قيام، فنهض بهذه الصحف.
وفي هذا يقول على لسانه: «أذكر يوم تخرجت في كلية التجارة العليا شابًّا واسع الآمال بعيد الغايات، وقد كنت أول دفعتي، وما كانت الدنيا عندي إلا لهوًّا ومتاعًا وتفاخرًا وزينةً».
تم اختياره عضوًا في مكتب الإرشاد أواخر عام 1939م بعد المؤتمر الخامس للجماعة وظل في مكتب الإرشاد حتى عام 1953م.
بجانب مهامه في الصحافة أسند إليه حسن البنا الإشراف على النظام الخاص السري الذي قام بأنشأه عام 1940م؛ بهدف: محاربة المحتل الإنجليزي داخل القطر المصري والتصدي للمخطط الصهيوني اليهودي للاحتلال فلسطين بعد وعد بلفور.

## سجنه
بعد حل الجماعة علي يد النقراشي باشا تم اعتقاله مع غالبية الإخوان المعروفين وأودع سجن الطور؛ حيث ظل به حتى أُفرج عنه بعد أن أقال الملك فاروق وزارة إبراهيم عبد الهادي، التي اغتالت حسن البنا في 12 فبراير 1949م، واعتقَلَت وعذَّب الإخوان حتى عُرف عصره بالعسكري بعد اغتيال حسن البنا.

### خروجه من السجن
```
كان معظم الإخوان في السجون. وبعد خروجهم أقام 
عبدالحكيم عابدين
 السكرتير العام للجماعة وعبدالكريم منصور صهر 
حسن البنا
 دعوة للمطالبة بإلغاء قانون الحل وعودة الجماعة وممتلكاتها وأموالها التي قامت الحكومة بتأميمها، وفي 
30 أبريل
 
1951م
 سقط الأمر العسكري وعاد نشاط الإخوان مرة أخري، وفتح المركز العام وباشر الأستاذ صالح العشماوي مهام المرشد حتى تم اختيار 
حسن الهضيبي
 مرشدا عاما للإخوان.
```

وبعد تولي الهضيبي المسئولية أراد أن يحدث بعض التغييرات في النظام الخاص السري، غير أن بعض قيادات النظام اعترضت على ذلك أمثال عبد الرحمن السندي قائد النظام الخاص فحدثت بعض المشاكل مما أضطر المرشد العام ومكتب الإرشاد بتكوين لجنة من الهيئة التأسيسية للتحقيق في الأمر، واستقر الأمر على فصل عبد الرحمن السندي و محمود الصباغ وأحمد زكي حسن وأحمد عادل كمال من الجماعة في 22 نوفمبر 1953م، وحدثت بعض اختلاف وجهات النظر مع صالح بسبب هذا الأمر.

## وفاته
توفي في 12 ديسمبر 1983م.